# Глен Коув (Њујорк)
Глен Коув (енгл. Glen Cove) град је у америчкој савезној држави Њујорк. По попису становништва из 2010. у њему је живело 26.964 становника.

## Демографија
Према попису становништва из 2010. у граду је живело 26.964 становника, што је 342 (1,3%) становника више него 2000. године.
| Група             | 2000.          | 2010.          |
| Белци             | 18.144 (68,2%) | 16.013 (59,4%) |
| Афроамериканци    | 1.703 (6,4%)   | 1.936 (7,2%)   |
| Азијати           | 1.094 (4,1%)   | 1.247 (4,6%)   |
| Хиспаноамериканци | 5.336 (20,0%)  | 7.513 (27,9%)  |
| Укупно            | 26.622         | 26.964         |